# 亭子镇 (苍溪县)
亭子乡，是中华人民共和国四川省广元市苍溪县下辖的一个乡镇级行政单位。

## 行政区划
亭子乡下辖以下地区：
清河村、石螺村、双丰村、水池村、海螺村、大云村、五福村、沿江村、长江村和奋勇村。